# Ambassade de France en Slovaquie
L'ambassade de France en Slovaquie est la représentation diplomatique de la République française auprès de la République slovaque. Elle est située à Bratislava, la capitale du pays, et son ambassadeur est, depuis septembre 2024, Nicolas Suran (d).

## Ambassade
L'Ambassade est installée depuis sa création au Palais Kutscherfeld (sk), au centre de la vieille ville.

## Ambassadeurs de France en Slovaquie
| De   | À    | Ambassadeur de France en Slovaquie |
| ---- | ---- | ---------------------------------- |
| 1993 | 1996 | Michel Perrin                      |
| 1996 | 1999 | Albert Turot (d)                   |
| 1999 | 2003 | Georges Vaugier (d)                |
| 2003 | 2007 | Jacques Faure (d)                  |
| 2007 | 2010 | Henry Cuny                         |
| 2010 | 2013 | Jean-Marie Bruno (d)               |
| 2013 | 2016 | Didier Lopinot (d)                 |
| 2016 | 2021 | Christophe Léonzi (d)              |
| 2021 | 2024 | Pascal Le Deunff (d)               |
| 2024 | auj. | Nicolas Suran (d)                  |

## Consulat

### Communauté française
Le nombre de Français résidant en Slovaquie est estimé à 1 200. Près de 70 % d'entre eux résident à Bratislava. Au 31 décembre 2016, 967 sont inscrits sur le registre consulaire en Slovaquie. 
| 2001 | 2002 | 2003 | 2004 |
| ---- | ---- | ---- | ---- |
| 281  | 316  | 317  | 465  |

| 2005 | 2006 | 2007 | 2008  |
| ---- | ---- | ---- | ----- |
| 802  | 948  | 938  | 1 049 |

| 2009  | 2010  | 2011 | 2012 |
| ----- | ----- | ---- | ---- |
| 1 094 | 1 017 | 895  | 848  |

| 2013 | 2014 | 2015 | 2016 |
| ---- | ---- | ---- | ---- |
| 830  | 834  | 841  | 967  |

### Circonscriptions électorales
Depuis la loi du 22 juillet 2013 réformant la représentation des Français établis hors de France avec la mise en place de conseils consulaires au sein des missions diplomatiques, les ressortissants français d'une circonscription recouvrant l'Autriche, la Slovaquie et la Slovénie élisent pour six ans quatre conseillers consulaires. Ces derniers ont trois rôles : 
1. ils sont des élus de proximité pour les Français de l'étranger ;
2. ils appartiennent à l'une des quinze circonscriptions qui élisent en leur sein les membres de l'Assemblée des Français de l'étranger ;
3. ils intègrent le collège électoral qui élit les sénateurs représentant les Français établis hors de France.

Pour l'élection à l'Assemblée des Français de l'étranger, la Slovaquie appartenait jusqu'en 2014 à la circonscription électorale de Vienne, comprenant aussi l'Autriche, l'Albanie, la Bosnie-Herzégovine, la Bulgarie, la Croatie, la Hongrie, la Macédoine, la Pologne, la Roumanie, la Serbie-et-Monténégro, la Slovénie et la République tchèque, et désignant trois sièges. La Slovaquie appartient désormais à la circonscription électorale « Allemagne-Autriche-Slovaquie-Slovénie-Suisse » dont le chef-lieu est Genève et qui désigne onze de ses 35 conseillers consulaires pour siéger parmi les 90 membres de l'Assemblée des Français de l'étranger.
Pour l'élection des députés des Français de l’étranger, la Slovaquie dépend de la 7e circonscription.